# 글루코스 시럽

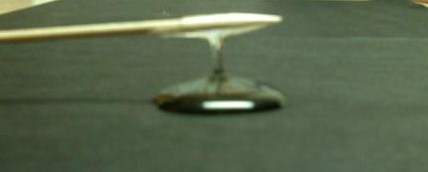
글루코스 시럽

글루코스 시럽(Glucose syrup)은 옥수수, 감자, 호밀, 쌀등으로 만들어지는 시럽을 말한다. 미국에서는 옥수수로 주로 만들기에 혼용해서 사용하기도 한다.

## 같이 보기
- 고과당 옥수수 시럽
- 시럽 목록
- 당밀